# Rodrigo Figueroa y Torres
Rodrigo Figueroa y Torres (24 de octubre de 1866 – 1 de junio de 1929), i duque de Tovar, ii marqués de Tovar y grande de España, fue un político español de la Restauración.

## Biografía
Nació el 24 de octubre de 1866 en Madrid, era hermano pequeño de Álvaro Figueroa y Torres, i conde de Romanones.
Resultó elegido diputado a Cortes por el distrito de Brihuega como miembro de los liberales en las elecciones de 1893. Lo sería por Tolosa en las de 1898.
En 1904 adquirió la revista satírica Gedeón. Concejal del Ayuntamiento de Madrid, y senador por derecho propio, se convertiría en representante romanonista en la cámara alta. En 1909, con la entrada de Moret al frente de un gabinete en octubre, fue nombrado gobernador civil de Madrid; siendo sustituido en noviembre por Federico Requejo.
Falleció el 1 de junio de 1929 en su ciudad natal. Aficionado a la escultura, participó en varias exposiciones nacionales.

## Títulos nobiliarios
En 1893, cuando su madre, Ana de Torres y Romo, i marquesa de Villamejor, recibió del rey Alfonso XIII (en su nombre, la reina gente) el título de marquesa de Tovar, esta se lo cedió, siendo conocido desde entonces como el Marqués de Tovar. En 1902 le fue concedia la Grandeza asociada al título y, en 1906, este fue elevado a la categoría de ducado.
Además de estos, en julio de 1927 solicitó para su casa la rehabilitación de dos títulos nobiliarios, el título de marqués de Santofloro y el de conde de Prado Castellano. Muerto en 1929, ninguno de estos le fue concedido en vida, pero su hijo Ignacio continuó con la pretensión, consiguiendo la rehabilitación del primero de ellos en 1950.